# 園基香
園 基香（その もとたか、1691年8月12日（元禄4年7月19日） - 1745年6月16日（延享2年5月17日））は、江戸時代の公家。権大納言。参議。華道家。園家16当主。青山流第16代家元。
妹は中御門天皇の典侍である園常子。

## 生涯
権大納言・園基勝の子として生まれる。母は白川雅喬王の娘。1715年12月20日（正徳5年11月25日）に参議となる。
1745年6月16日（延享2年5月17日）、死去。戒名は無等倫院最誉広智勝観。官位は正二位、権大納言。

## 系譜
- 父親：園基勝
- 母親：白川雅喬王の娘
- 正室：高倉永重の娘
  - 男子：園基衡
  - 男子：六角知通
  - 女子：石野基棟室
  - 男子：壬生基貫